# Prosiek
Prosiek este o comună slovacă, aflată în districtul Liptovský Mikuláš din regiunea Žilina. Localitatea se află la altitudinea de 608 m deasupra n.m., se întinde pe o suprafață de 12,65 km2 și în 2017 număra 203 locuitori. Se învecinează cu comuna Liptovská Sielnica.

## Istoric
Localitatea Prosiek este atestată documentar din 1287.

## Demografie
| An:                | 1994 | 2004   | 2014   | 2024    |
| ------------------ | ---- | ------ | ------ | ------- |
| Număr de persoane: | 205  | 192    | 194    | 244     |
| Diferență:         |      | −6,34% | +1,04% | +25,77% |

| An:                | 2023 | 2024   |
| ------------------ | ---- | ------ |
| Număr de persoane: | 238  | 244    |
| Diferență:         |      | +2,52% |